# Aceratium ledermannii
Aceratium ledermannii är en tvåhjärtbladig växtart som beskrevs av Schlechter. Aceratium ledermannii ingår i släktet Aceratium och familjen Elaeocarpaceae. Inga underarter finns listade i Catalogue of Life.